# Соловйов Володимир Олександрович (Герой Радянського Союзу)
Володимир Олександрович Соловйов (1909—1979) — майор радянська армії, учасник німецько-радянської війни, Герой Радянського Союзу (1945).

## Біографія
Володимир Соловйов народився 13 липня 1909 року у місті Алатир (нині— Чувашія). Після закінчення школи працював на будівництві Горьковського автомобільного заводу. У жовтні 1931 року призваний на службу в Робітничо-селянську Червону армію. В 1934 році закінчив Ленінградську військово-теоретичну школу, а згодом — Ворошиловградську військову авіаційну школу льотчиків. Брав участь у польській та бессарабській військових операціях. Із першого дня німецько-радянської війни — на її фронтах. У боях був важко поранений.
До серпня 1944 року майор Володимир Соловйов був старшим штурманом 308-ї штурмової авіадивізії 3-го штурмового авіаційного корпусу 1-ої повітряної армії 3-го Білоруського фронту. На той час він здійснив 120 бойових вильотів на штурмовку скупчень бойової техніки та живої сили противника, завдавши йому втрат.
Указом Президії Верховної Ради СРСР від 23 лютого 1945 року за «зразкове виконання бойових завдань командування на фронті боротьби з німецькими загарбниками і проявлені при цьому мужність і героїзм» майор Володимир Соловйов був удостоєний високого звання Героя Радянського Союзу з врученням ордена Леніна та медалі «Золота Зірка» за номером 4813.
В 1947 році Соловйов звільнений у запас. Проживав і працював у Вінниці. Помер 17 липня 1979 року, похований на Центральному кладовищі Вінниці.
Був нагороджений двома орденами Леніна, двома орденами Червоного Прапора, орденом Олександра Невського, Червоної Зірки, низкою інших медалей.